# Женская сборная Нидерландов по волейболу
Женская национальная сборная Нидерландов по волейболу (нидерл. Nederlandse dames volleybalteam) — представляет Нидерланды на международных соревнованиях по волейболу. Управляющей организацией выступает Волейбольный союз Нидерландов (Nederlandse Volleybal Bond — NeVoBo).

## История
Волейбол в Нидерландах появился в 1925 году по инициативе С.Бьюи. В 1947 был образован Волейбольный союз Нидерландов, в том же году ставший одним из соучредителей Международной федерации волейбола (ФИВБ).
Дебют женской сборной Нидерландов состоялся на первом чемпионате Европе, прошедшем в 1949 году в столице Чехословакии Праге. На нём голландские волейболистки выступили неудачно, проиграв «всухую» всем своим соперникам и заняв последнее место. Первый официальный матч сборной Нидерландов датирован 12 сентября и в нём она уступила 0:3 хозяйкам первенства — команде Чехословакии.
В последующие 35 лет женская национальная команда Нидерландов практически регулярно была среди участников чемпионатов мира и Европы, занимая места в конце или за пределами первой десятки. Не выдерживая конкуренции со сборными социалистических стран, где традиционно волейбол был хорошо развит, среди сборных Западной Европы волейболистки Нидерландов на протяжении 50—80-х годов прошлого века неизменно занимали лидирующее положение.
В 1985 году Нидерланды впервые принимали чемпионат Европы и на нём женская сборная хозяев первенства к удивлению многих впервые стала призёром, выиграв бронзовые медали, проиграв только двум сильнейшим командам «Старого Света» 1980-х годов — СССР и ГДР, причём в матче финального раунда с советскими волейболистками голландки выиграли два первых сета, но в итоге всё же уступили 2:3. Самой ценной волейболисткой первенства названа голландка Ингрид Пирсма. Первые успехи сборной Нидерландов связаны с тренером Петером Мёрфи, возглавлявшим национальную команду до 1992 года.
Вторично подняться на европейский пьедестал почёта сборной Нидерландов удалось через 6 лет на Евро-91. Заняв в своей предварительной группе первое место, затем в полуфинале голландки переиграли хозяек чемпионата — сборную Италии со счётом 3:1. В финале же борьбы не получилось — сборная СССР разгромила команду Нидерландов 3:0 с общим счётом по партиям 45:9. Лучшей нападающей первенства признана голландская волейболистка Хенриетте Версинг.
Выход в финал европейского континентального первенства обеспечил сборной Нидерландов олимпийский дебют. На прошедшей в испанской Барселоне Олимпиаде 1992 года в голландская команда в своей группе предварительного этапа уступила Бразилии и Кубе, но обыграла сборную Китая, выйдя в четвертьфинал, где проиграла команде США 1:3. Итогом турнира для сборной Нидерландов стало 6-е место.
В 1995 году в Нидерландах вторично прошёл чемпионат Европы среди женщин и на нём сборную страны-организатора ждал выдающийся успех. Выйдя в полуфинал со второго места в своей группе, в нём голландки со счётом 3:1 сенсационно переиграли безусловного фаворита первенства — сборную России, а в финале ещё более уверенно были побеждены хорватки 3:0. Обладателями сразу 4-х из 7 индивидуальных призов стали волейболистки Нидерландов. Самым ценным игроком первенства названа Эллес Леферинк, лучшей блокирующей — Йерин Флёрке, лучшей на приёме — Синта Бурсма, лучшей в защите — Марьолейн де Йонг. К успеху команду привёл тренер Берт Гудкоп.
Триумфального продолжения для сборной Нидерландов не получилось. И если на Олимпиаде-96 команда выступила относительно успешно, заняв 5-е место, то на очередном чемпионате Европе, прошедшем в 1997 году в Чехии, голландские волейболистки провалились, не сумев выйти даже из предварительной группы. После этого у руля сборной встал Пьер Матье при котором в 1998 году голландки показали до сих пор лучший для себя результат на мировых первенствах — 7-е место.
В 2001 по 2004 главным тренером сборной Нидерландов работал итальянский специалист Анджело Фригони, до этого на протяжении трёх лет возглавлявший женскую сборную Италии. Лучшего, чего при нём смогла добиться голландская национальная команда — это 4-е места на Гран-при и чемпионате Европы 2003 года. После того, как Нидерланды не попали на Олимпийские игры 2004 итальянец ушёл в отставку.
В 2004 новым наставником сборной назначен известный голландский волейболист и тренер, олимпийский чемпион 1992 Авитал Селинджер, в том же году приведший к победе в женской Лиге чемпионов испанский клуб «Тенерифе». Одновременно со сборной Селинджер возглавил и голландскую команду «Мартинус» (Амстелвен), ставшую базовым клубом сборной и в которую были собраны почти все сильнейшие голландские волейболистки.
2007 год для сборной Нидерландов был ознаменован первой победой в турнире мирового уровня. На проходившем в Китае финальном этапе Гран-при голландские волейболистки одержали 5 побед в 5 матчах и неожиданно для многих стали обладателями главного приза турнира. Последовательно были повержены сборные Китая 3:2, Италии 3:1, Бразилии 3:2, Польши 3:0 и, наконец, России 3:2. Во всех матчах финального раунда стартовая семёрка команды Нидерландов выглядела неизменной: связующая Ким Сталенс, центральные блокирующие Ингрид Виссер и Каролин Венсинк, нападающие Манон Флир, Дебби Стам и Чейн Сталенс, либеро Яннеке ван Тинен. Лучшим игроком турнира признана Манон Флир.
А вот в чемпионате Европы того же года сборная Нидерландов не смогла развить свой предыдущий успех на Гран-при, только лишь разделив 5—6-е места с командой Германии.
Европейское первенство 2009 для голландских волейболисток складывалось весьма удачно. Вплоть до финала они добрались без потерь, поочерёдно обыграв в двух групповых раундах сборные Хорватии, Испании, Польши, Болгарии, Бельгии и России, а в полуфинале выбив из борьбы за «золото» хозяек первенства — полек. В решающем же матче борьбы не получилось. Сборная Италии, также не допустившая осечек на пути к финалу, не дала голландкам ни единого шанса на медали высшего достоинства, уверенно победив их со счётом 3:0 (25:16, 25:19, 25:20). Сборная Нидерландов во второй раз в своей истории стала обладателем серебряных медалей чемпионатов Европы.
Следующие два сезона для голландок сложились неудачно. В 2010 они не попали в финальный раунд Гран-при, не квалифицировались в следующий его розыгрыш, стали лишь 11-ми на чемпионате мира. После вылета из борьбы за награды Евро-2011 уже на четвертьфинальной стадии Авитал Селинджер был отправлен в отставку с поста тренера сборной.

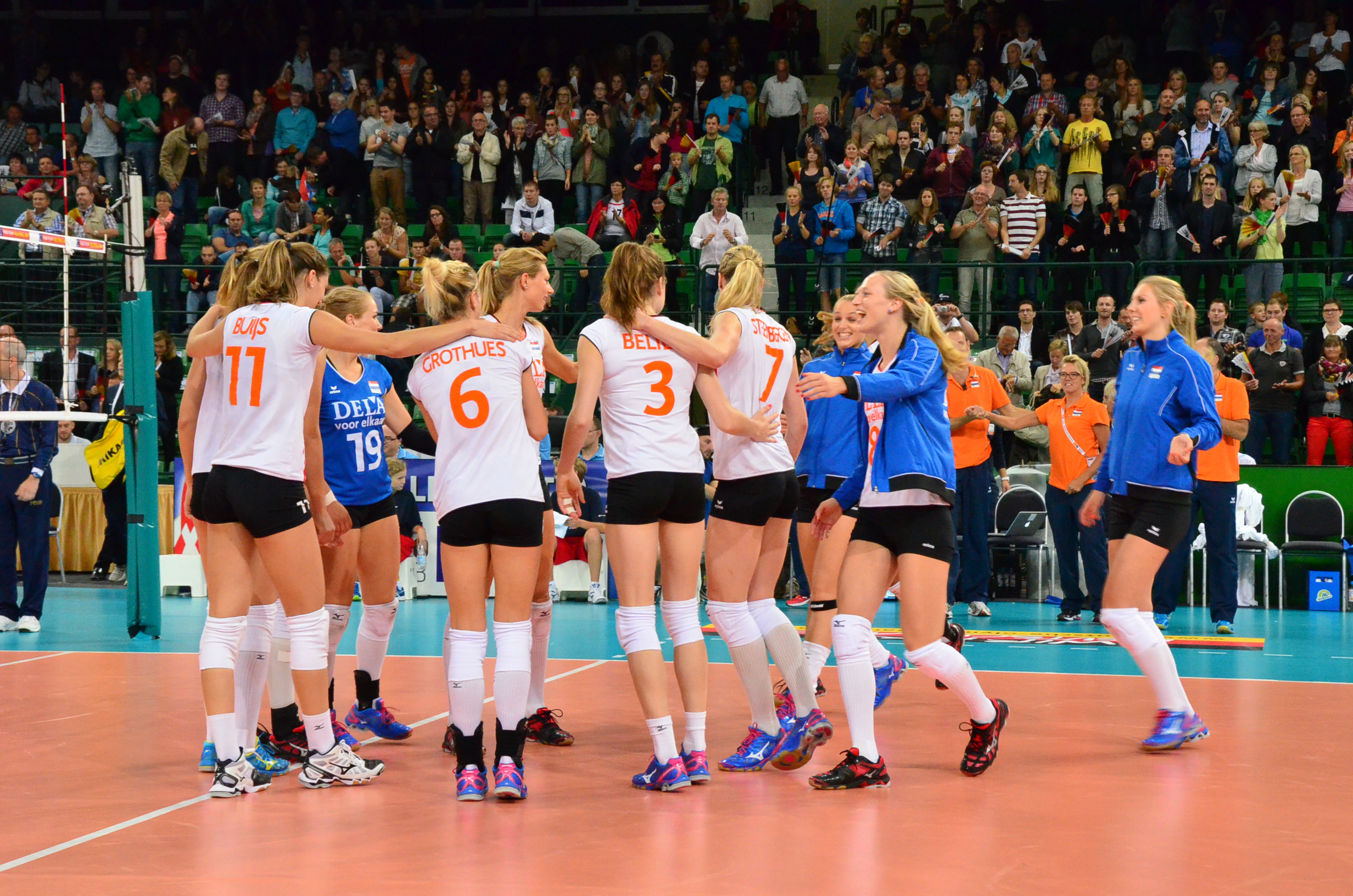
Сборная Нидерландов. Чемпионат Европы 2013.

В роли и. о. главного тренера национальной команды на европейской олимпийской квалификации, прошедшей в мае 2012 года в Турция, игрой голландских волейболисток руководил Берт Гудкоп, приводивший женскую сборную Нидерландов к золоту чемпионата Европы. Выиграв у Сербии и проиграв Польше и России, голландки выбыли из борьбы за путёвку на лондонскую Олимпиаду.
В сезон 2013 под руководством тренера Гидо Вермёлена сборная Нидерландов вошла значительно обновлённой. Из лидеров прошлых лет в команде остались только Манон Флир и Ким Сталенс, не принимавшая впрочем участия ни в одном официальном турнире года. Результаты сборной, занимающей в европейском рейтинге 7-е место, в сезоне были весьма скромными — 12-е место на Гран-при и вылет из борьбы за медали чемпионата Европы уже в первом раунде плей-офф.
В 2015 году сборную Нидерландов возглавил прежний наставник национальной команды Германии итальянец Джованни Гуидетти. Под его руководством голландские волейболистки уверенно выиграли соревнования во 2-м дивизионе Гран-при, обеспечив себе выход в группу сильнейших этого престижного мирового турнира. Затем на домашнем чемпионате Европы сборная Нидерландов столь же уверенно дошла до финала (в 4-й раз в своей истории), но в решающем матче ничего не смогла противопоставить действующим чемпионкам континента волейболисткам России. Практически весь чемпионат голландская команда провела неизменной стартовой шестёркой, в которую входили связующая Дейкема, диагональная нападающая Слютьес, доигровщицы Бёйс и Балкестейн-Гротхёйс, центральные блокирующие де Крёйф и Стенберген. По итогам первенства Бёйс и Слютьес включены в символическую сборную турнира.
В 2016 национальная команда Нидерландов после 20-летнего перерыва обеспечила себе участие в волейбольном турнире Олимпиады. На олимпийском турнире голландские волейболистки дошли до полуфинала, где в упорной борьбе уступили сборной Китая, а затем в матче за «бронзу» — команде США. Незадолго до этого сборная Нидерландов стала третьей на Гран-при, вырвав победу в матче за бронзовые награды у волейболисток России, проигрывая после двух сетов 0:2.
В конце декабря 2016 Джованни Гуидетти ушёл с поста наставника сборной Нидерландов, мотивировав это желанием больше времени уделять семье (он постоянно проживает в турецком Стамбуле и тренирует местный «Вакыфбанк»). В начале января 2017 Гуидетти назначен главным тренером женской волейбольной сборной Турции. В феврале 2017 новым наставником сборной Нидерландов стал американский специалист Джейми Моррисон, до этого входивший в тренерский штаб женской сборной США. Под его руководством голландские волейболистки, как и два года назад, вышли в финал чемпионата Европы, но вновь уступили в решающем матче — на этот раз сборной Сербии.
На чемпионате мира 2018 сборная Нидерландов вновь, как и двумя годами ранее на Олимпиаде, дошла до полуфинала крупнейшего международного турнира, но опять осталась без медалей, уступив сначала команде Сербии, а в матче за 3-е место — китайским волейболисткам. 

## Результаты выступлений и составы

### Олимпийские игры
| - 1964 — не квалифицировалась - 1968 — не участвовала - 1972 — не квалифицировалась - 1976 — не квалифицировалась - 1980 — не квалифицировалась - 1984 — не квалифицировалась - 1988 — не квалифицировалась - 1992 — 6-е место | - 1996 — 5-е место - 2000 — не квалифицировалась - 2004 — не квалифицировалась - 2008 — не квалифицировалась - 2012 — не квалифицировалась - 2016 — 4-е место - 2020 — не квалифицировалась - 2024 — 10—12-е место |

- 1992: Синта Бурсма, Эрна Бринкман, Хелен Крилард, Марьолейн де Йонг, Кирстен Глейс, Афке Хамент, Вера Кунен, Ирена Маховчак, Линда Монс, Хенриетте Версинг, Сандра Вигерс. Тренер — Петер Мёрфи.
- 1996: Йерин Флёрке, Саския ван Хинтум, Эрна Бринкман, Синта Бурсма, Ирена Маховчак, Марьолейн де Йонг, Хенриетте Версинг, Маррит Ленстра, Эллес Леферинк, Клаудиа ван Тиль, Ритте Фледдерус, Ингрид Виссер. Тренер — Берт Гудкоп.
- 2016: Фемке Столтенберг, Ивон Белиен, Селесте Плак, Робин де Крёйф, Марет Балкестейн-Гротхёйс, Куинта Стенберген, Юдит Питерсен, Мирте Схот, Лоннеке Слютьес, Анне Бёйс, Лаура Дейкема, Дебби Стам-Пилон. Тренер — Джованни Гуидетти.
- 2024: Селесте Плак, Жольен Кноллема, Юльет Лохёйс, Сара ван Ален, Анне Бёйс, Бритт Бонгартс, Инди Байенс, Маррит Яспер, Ника Далдероп, Элине Тиммерман, Флорин Ресинк, Эллес Дамбринк. Тренер — Феликс Козловски.

### Чемпионаты мира
| - 1952 — не участвовала - 1956 — 10-е место - 1960 — не участвовала - 1962 — 12-е место - 1967 — не участвовала - 1970 — 14-е место - 1974 — 16-е место - 1978 — 17-е место - 1982 — 16-е место - 1986 — не квалифицировалась | - 1990 — 9-е место - 1994 — 9—12-е место - 1998 — 7-е место - 2002 — 9-е место - 2006 — 8-е место - 2010 — 11-е место - 2014 — 13—14-е место - 2018 — 4-е место - 2022 — 12-е место - 2025 — |

- 1962: Тилли Бур, Рит ван ден Хёве, Хетти Кок, Йенни Туркстра, Корри Блейлевен, Тос Бухнер, Беб Сонневелдт, Хильда ван Гулик, Аннеке ван Белен, Ансье Рейсдорп, Аннеке Плант.
- 1974: Трус Гилен, Мин Гилен, Марга Вилемсен, Селин Спаувен, Хенни Морсинк, А.ван ден Хорст, Франсье Мёрфи, Марианне ван Ландт, Вильхельмин Смулдерс, Анелис Виссер, Лиду Схут, Риа Бомсма. Тренер — Гер Спейкерс.
- 1990: Саския ван Хинтум, Хенриетте Версинг, Ингрид Пирсма, Синта Бурсма, Фемке Хекстра, Марьолейн де Йонг, … Тренер — Петер Мёрфи.
- 1994: Йерин Флёрке, Сандра Вигерс, Эрна Бринкман, Синта Бурсма, Вера Кунен, Ирена Маховчак, Афке Хамент, Марьолейн де Йонг, Маррит Ленстра, Кирстен Глейс, Йоланда Элсхоф, Эллес Леферинк. Тренер — Берт Гудкоп.
- 1998: Йетти Фоккенс, Франсьен Хурман, Синта Бурсма, Сузанне Луттикхёйс, Ирена Маховчак, Клаудиа ван Тиль, Ирма де Хас, Китти Сандерс, Эллес Леферинк, Чейн Сталенс, Ритте Фледдерус, Ингрид Виссер. Тренер — Пьер Матьё.
- 2002: Ким Сталенс, Франсьен Хурман, Яннеке ван Тинен, Эллес Леферинк, Элке Вейнховен, Алисе Блом, Ирина Донец, Рут Херсхоп, Манон Флир, Ритте Фледдерус, Ингрид Виссер, Маурен Стал. Тренер — Анджолино Фригони.
- 2006: Ким Сталенс, Чейн Сталенс, Санна Виссер, Мирьям Орсель, Алисе Блом, Флортье Мейнерс, Яннеке ван Тинен, Каролин Венсинк, Манон Флир, Ритте Фледдерус, Ингрид Виссер, Дебби Стам. Тренер — Анджолино Фригони.
- 2010: Ким Сталенс, Франсьен Хурман, Чейн Сталенс, Робин де Крёйф, Марет Гротхёйс, Куинта Стенберген, Алисе Блом, Мирте Схот, Яннеке ван Тинен, Каролин Венсинк, Манон Флир, Лаура Дейкема, Ингрид Виссер, Николь Колхас. Тренер — Авитал Селинджер.
- 2014: Фемке Столтенберг, Ивон Белиен, Селесте Плак, Робин де Крёйф, Куинта Стенберген, Юдит Питерсен, Мирте Схот, Лоннеке Слютьес, Анне Бёйс, Манон Флир, Лаура Дейкема, Кирстен Книп, Карлейн Янс, Кирин Остервелд. Тренер — Гидо Вермёлен.
- 2018: Кирстен Книп, Ивон Белиен, Селесте Плак, Марет Балкестейн-Гротхёйс, Юльет Лохёйс, Мирте Схот, Лоннеке Слютьес, Анне Бёйс, Бритт Бонгартс, Лаура Дейкема, Николь Ауде-Луттикхёйс, Маррит Яспер, Тесса Полдер, Николь Колхас. Тренер — Джейми Моррисон.
- 2022: Флёр Савелкул, Селесте Плак, Жольен Кноллема, Юльет Лохёйс, Мирте Схот, Анне Бёйс, Бритт Бонгартс, Лаура Дейкема, Маррит Яспер, Ника Далдероп, Тесса Полдер, Элине Тиммерман, Флорин Ресинк, Эллес Дамбринк. Тренер — Авитал Селинджер.

### Кубок мира
В розыгрыши 1973—1991 и 1999—2015 сборная Нидерландов не квалифицировалась.
- 1995 — 8-е место
- 2019 — 8-е место

### Гран-при
| - 1993 — не участвовала - 1994 — 9-е место - 1995 — не участвовала - 1996 — 7-е место - 1997 — 7-е место - 1998 — не участвовала - 1999 — 8-е место - 2000 — не участвовала - 2001 — не участвовала - 2002 — не участвовала - 2003 — 4-е место - 2004 — не квалифицировалась | - 2005 — 6-е место - 2006 — не квалифицировалась - 2007 — 1-е место - 2008 — отказ от участия - 2009 — 4-е место - 2010 — 7-е место - 2011 — не квалифицировалась - 2012 — не участвовала - 2013 — 12-е место - 2014 — 14-е место - 2015 — 13-е место (1-е во 2-м дивизионе) - 2016 — 3-е место - 2017 — 5—6-е место |

- 2003: Ким Сталенс, Сусанне Фрерикс, Франсьен Хурман, Яннеке ван Тинен, Эллес Леферинк, Элке Вейнховен, Китти Сандерс, Ирина Донец, Рут ван дер Вел-Херсхап, Манон Флир, Титиа Сустринг, Ингрид Виссер. Тренер — Анджело Фригони.
- 2005: Ким Сталенс, Франсьен Хурман, Чейн Сталенс, Яннеке ван Тинен, Элке Вейнховен, Алисе Блом, Карлейн Янс, Манон Флир, Ритте Фледдерус, Ингрид Виссер, Дебби Стам, Каролин Венсинк. Тренер — Авитал Селинджер.
- 2007: Ким Сталенс, Франсьен Хурман, Чейн Сталенс, Мирьям Орсель, Алисе Блом, Флортье Мейнерс, Яннеке ван Тинен, Каролин Венсинк, Манон Флир, Ритте Фледдерус, Ингрид Виссер, Дебби Стам. Тренер — Авитал Селинджер.
- 2009: Ким Сталенс, Моник Висмейер, Франсьен Хурман, Чейн Сталенс, Робин де Крёйф, Марет Гротхёйс, Алисе Блом, Яннеке ван Тинен, Каролин Венсинк, Манон Флир, Ингрид Виссер, Дебби Стам. Тренер — Авитал Селинджер.
- 2010: Франсьен Хурман, Чейн Сталенс, Робин де Крёйф, Марет Гротхёйс, Куинта Стенберген, Алисе Блом, Яннеке ван Тинен, Каролин Венсинк, Манон Флир, Лаура Дейкема, Дебби Стам, Николь Колхас, Юдит Блансьяр. Тренер — Авитал Селинджер.
- 2013: Фемке Столтенберг, Ивон Белиен, Селесте Плак, Робин де Крёйф, Марет Гротхёйс, Куинта Стенберген, Юдит Питерсен, Лоннеке Слютьес, Анне Бёйс, Манон Флир, Лаура Дейкема, Ким Ренкема, Кирстен Книп. Тренер — Гидо Вермёлен.
- 2014: Фемке Столтенберг, Ивон Белиен, Селесте Плак, Робин де Крёйф, Куинта Стенберген, Юдит Питерсен, Мирте Схот, Лоннеке Слютьес, Анне Бёйс, Манон Флир, Лаура Дейкема, Кирстен Книп, Карлейн Янс, Карин Мёлвейк, Кирин Остервелд, Эстер ван Беркел. Тренер — Гидо Вермёлен.
- 2015: Кирстен Книп, Фемке Столтенберг, Ивон Белиен, Селесте Плак, Робин де Крёйф, Марет Балкестейн-Гротхёйс, Куинта Стенберген, Юдит Питерсен, Мирте Схот, Лоннеке Слютьес, Анне Бёйс, Манон Нуммердор-Флир, Лаура Дейкема, Дебби Стам-Пилон, Николь Колхас. Тренер — Джованни Гуидетти.
- 2016: Кирстен Книп, Фемке Столтенберг, Ивон Белиен, Селесте Плак, Робин де Крёйф, Марет Балкестейн-Гротхёйс, Куинта Стенберген, Юдит Питерсен, Мирте Схот, Лоннеке Слютьес, Анне Бёйс, Лаура Дейкема, Дебби Стам-Пилон, Николь Колхас. Тренер — Джованни Гуидетти.
- 2017: Кирстен Книп, Фемке Столтенберг, Ивон Белиен, Селесте Плак, Робин де Крёйф, Марет Балкестейн-Гротхёйс, Мирте Схот, Анне Бёйс, Бритт Бонгартс, Лаура Дейкема, Николь Ауде-Луттикхёйс, Маррит Яспер, Ника Далдероп, Тесса Полдер, Николь Колхас. Тренер — Джейми Моррисон.

### Лига наций
- 2018 — 5—6-е место.
- 2019 — 11-е место
- 2021 — 7-е место
- 2022 — 11-е место
- 2023 — 11-е место
- 2024 — 9-е место
- 2025 — 10-е место

- 2018: Кирстен Книп, Фемке Столтенборг, Ивон Белиен, Селесте Плак, Марет Балкестейн-Гротхёйс, Юльет Лохёйс, Мирте Схот, Лоннеке Слютьес, Анне Бёйс, Бритт Бонгартс, Лаура Дейкема, Николь Ауде-Луттикхёйс, Маррит Яспер, Ника Далдероп, Тесса Полдер, Николь Колхас. Тренер — Джейми Моррисон.

### Чемпионаты Европы
| - 1949 — 7-е место - 1950 — не участвовала - 1951 — 5-е место - 1955 — не участвовала - 1958 — 10-е место - 1963 — 9-е место - 1967 — 7-е место - 1971 — 9-е место - 1975 — 11-е место - 1977 — 10-е место - 1979 — 6-е место - 1981 — 9-е место - 1983 — 11-е место - 1985 — 3-е место - 1987 — 5-е место - 1989 — не квалифицировалась - 1991 — 2-е место | - 1993 — 7-е место - 1995 — 1-е место - 1997 — 9—10-е место - 1999 — 5-е место - 2001 — 5-е место - 2003 — 4-е место - 2005 — 5-е место - 2007 — 5—6-е место - 2009 — 2-е место - 2011 — 5—8-е место - 2013 — 9—12-е место - 2015 — 2-е место - 2017 — 2-е место - 2019 — 5—8-е место - 2021 — 4-е место - 2023 — 3-е место - 2026 — |

- 1985: Янтьен Берг, Агнес Брюннинкхёйс, Мартье де Врис, Мариан Хаген, Бианка Хойманс, Каролин Кёлен, Ирене Клюндер, Ингрид Пирсма, Эльс Тюйнман, Петра ван дер Линде, Эллен ван Эйк, Хелена ван Эйкерен. Тренер — Петер Мёрфи.
- 1991: Синта Бурсма, Эрна Бринкман, Хелен Крилард, Марьолейн де Йонг, Кирстен Глейс, Афке Хамент, Фемке Хукстра, Вера Кунен, Ирена Маховчак, Маделон Маурисе, Ингрид Пирсма, Хенриетте Версинг. Тренер — Петер Мёрфи.
- 1995: Синта Бурсма, Эрна Бринкман, Марьолейн де Йонг, Йоланда Элсхоф, Ритте Фледдерус, Йерин Флёрке, Петра Грунланд, Маррит Ленстра, Эллес Леферинк, Ирена Маховчак, Ингрид Виссер, Хенриетте Версинг. Тренер — Берт Гудкоп.
- 2001: Ким Сталенс, Франсьен Хурман, Эрна Бринкман, Яннеке ван Тинен, Мирьям Орсель, Элке Вейнховен, Ханнеке ван Лёсден, Ритте Фледдерус, Ингрид Виссер, Манон Флир, Рут ван дер Вел, Сандра Вигерс. Тренер — Анджело Фригони.
- 2003: Ким Сталенс, Сусанне Фрерикс, Франсьен Хурман, Чейн Сталенс, Яннеке ван Тинен, Эллес Леферинк, Элке Вейнховен, Китти Сандерс, Ирина Донец, Рут ван дер Вел-Херсхап, Титиа Сустринг, Ингрид Виссер. Тренер — Анджело Фригони.
- 2005: Ким Сталенс, Франсьен Хурман, Чейн Сталенс, Элке Вейнховен, Алисе Блом, Флортье Мейнерс, Яннеке ван Тинен, Каролин Венсинк, Манон Флир, Ритте Фледдерус, Ингрид Виссер, Дебби Стам. Тренер — Авитал Селинджер.
- 2007: Ким Сталенс, Франсьен Хурман, Чейн Сталенс, Санна Виссер, Мирьям Орсель, Алисе Блом, Яннеке ван Тинен, Каролин Венсинк, Манон Флир, Ритте Фледдерус, Ингрид Виссер, Дебби Стам. Тренер — Авитал Селинджер.
- 2009: Ким Сталенс, Моника Висмайер, Франсьен Хурман, Чейн Сталенс, Робин де Крёйф, Марет Гротхёйс, Алисе Блом, Яннеке ван Тинен, Каролин Венсинк, Манон Флир, Ингрид Виссер, Дебби Стам. Тренер — Авитал Селинджер.
- 2011: Ким Сталенс, Франсьен Хурман, Чейн Сталенс, Робин де Крёйф, Марет Гротхёйс, Алисе Блом, Мирте Схот, Яннеке ван Тинен, Каролин Венсинк, Манон Флир, Лаура Дейкема, Ингрид Виссер, Дебби Стам, Лоннеке Слютьес. Тренер — Авитал Селинджер.
- 2013: Фемке Столтенберг, Ивон Белиен, Селесте Плак, Робин де Крёйф, Марет Гротхёйс, Куинта Стенберген, Юдит Питерсен, Анне Бёйс, Манон Флир, Лаура Дейкема, Ким Ренкема, Кирстен Книп. Тренер — Гидо Вермёлен.
- 2015: Кирстен Книп, Фемке Столтенберг, Ивон Белиен, Селесте Плак, Робин де Крёйф, Марет Балкестейн-Гротхёйс, Куинта Стенберген, Юдит Питерсен, Мирте Схот, Лоннеке Слютьес, Анне Бёйс, Манон Нуммердор-Флир, Лаура Дейкема, Дебби Стам-Пилон. Тренер — Джованни Гуидетти.
- 2017: Кирстен Книп, Фемке Столтенберг, Ивон Белиен, Селесте Плак, Робин де Крёйф, Марет Балкестейн-Гротхёйс, Мирте Схот, Лоннеке Слютьес, Анне Бёйс, Лаура Дейкема, Маррит Яспер, Ника Далдероп, Тесса Полдер, Николь Колхас. Тренер — Джейми Моррисон.
- 2019: Кирстен Книп, Ивон Белиен, Селесте Плак, Марет Балкестейн-Гротхёйс, Юльет Лохёйс, Мирте Схот, Лоннеке Слютьес, Анне Бёйс, Бритт Бонгартс, Лаура Дейкема, Николь Ауде-Луттикхёйс, Маррит Яспер, Николь Колхас, Элине Тиммерман. Тренер — Джейми Моррисон.
- 2021: Кирстен Книп, Селесте Плак, Марет Гротхёйс, Юльет Лохёйс, Деми Коревар, Мирте Схот, Анне Бёйс, Бритт Бонгартс, Лаура Дейкема, Инди Байенс, Маррит Яспер, Ника Далдероп, Элине Тиммерман, Эллес Дамбринк. Тренер — Авитал Селинджер.
- 2023: Кирстен Книп, Эстер Яспер, Селесте Плак, Жольен Кноллема, Юллиет Лохёйс, Сара ван Ален, Бритт Бонгартс, Лаура Дейкема, Инди Байенс, Маррит Яспер, Ника Далдероп, Элине Тиммерман, Флорин Ресинк, Эллес Дамбринк, Нова Марринг. Главный тренер — Феликс Козловски.

### Евролига
- 2012 — 4-е место

### Европейские игры
- 2015 — 5—8-е место

### «Дружба-84»
- 1984 — 9-е место

### Игры доброй воли
- 1994 — 7-е место

### Монтрё Волей Мастерс
- 3-е место — 2007

### Кубок Бориса Ельцина
- 1-е место — 2018
- 2-е место — 2005, 2007
- 3-е место — 2006, 2008, 2009, 2010, 2014

### Кубок весны
Женская сборная Нидерландов 6 раз побеждала (в 1973, 1974, 1975, 1976, 1977 и 1981 годах) и 5 раз становилась призёром (серебряным — в 1978, 1979, 1983 и 1984; бронзовым — в 1982) в традиционном международном турнире Кубок весны (Spring Cup), который ежегодно (с 1962 для мужских и с 1973 для женских сборных команд) проводился по инициативе федераций волейбола западноевропейских стран.

## Состав
Сборная Нидерландов в соревнованиях 2024 года (Лига наций, Олимпийские игры).
| №  | Имя, фамилия    | Год рождения | Рост | Амплуа      | Клуб                         |
| -- | --------------- | ------------ | ---- | ----------- | ---------------------------- |
| 1  | Кирстен Книп    | 1992         | 175  | либеро      | «Драйсма-Динамо» Апелдорн    |
| 4  | Селесте Плак    | 1995         | 190  | нападающая  | «Жердау-Минас» Белу-Оризонти |
| 5  | Жольен Кноллема | 2003         | 188  | нападающая  | «Альянц-МТВ» Штутгарт        |
| 7  | Юллиет Лохёйс   | 1996         | 190  | центральная | «Торэй Эрроуз» Оцу           |
| 10 | Сара ван Ален   | 2000         | 186  | связующая   | «Реале Мутуа Фенера» Кьери   |
| 11 | Анне Бёйс       | 1991         | 191  | нападающая  | «Реале Мутуа Фенера» Кьери   |
| 12 | Бритт Бонгартс  | 1996         | 185  | связующая   | «Галатасарай» Стамбул        |
| 14 | Лаура Дейкема   | 1990         | 184  | связующая   | «Хьюстон» — LOVB             |
| 16 | Инди Байенс     | 2001         | 193  | центральная | «Савино Дель Бене» Скандиччи |
| 18 | Маррит Яспер    | 1996         | 180  | нападающая  | «ПГЭ Рысице» Жешув           |
| 19 | Ника Далдероп   | 1998         | 189  | нападающая  | «Веро Воллей Милано» Монца   |
| 23 | Элине Тиммерман | 1998         | 192  | центральная | «Галатасарай» Стамбул        |
| 25 | Флорин Ресинк   | 1998         | 174  | либеро      | «Альянц-МТВ» Штутгарт        |
| 26 | Эллес Дамбринк  | 2003         | 186  | нападающая  | «Шверинер-Палмберг» Шверин   |
| 33 | Нова Марринг    | 2001         | 184  | нападающая  | «Шверинер-Палмберг» Шверин   |

№ 15 в сборной Нидерландов закреплён за трагически погибшей 27 мая 2013 года Ингрид Виссер, бывшей на протяжении многих сезонов одним из лидеров национальной команды.
- Главный тренер —  Феликс Козловски.
- Тренеры —  Жиль Феррер Куттино, Эрик Мейер, Свен Вермёлен.

## Фотогалерея

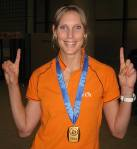
Ингрид Виссер
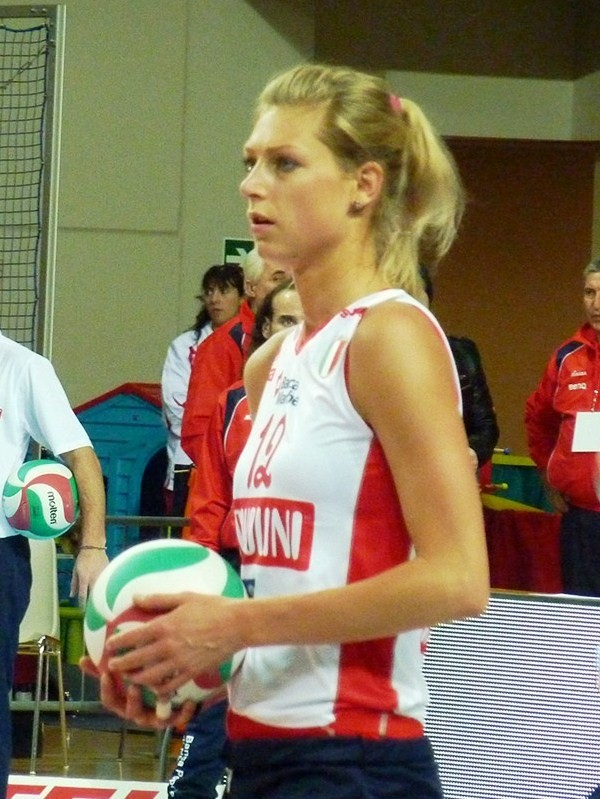
Манон Флир
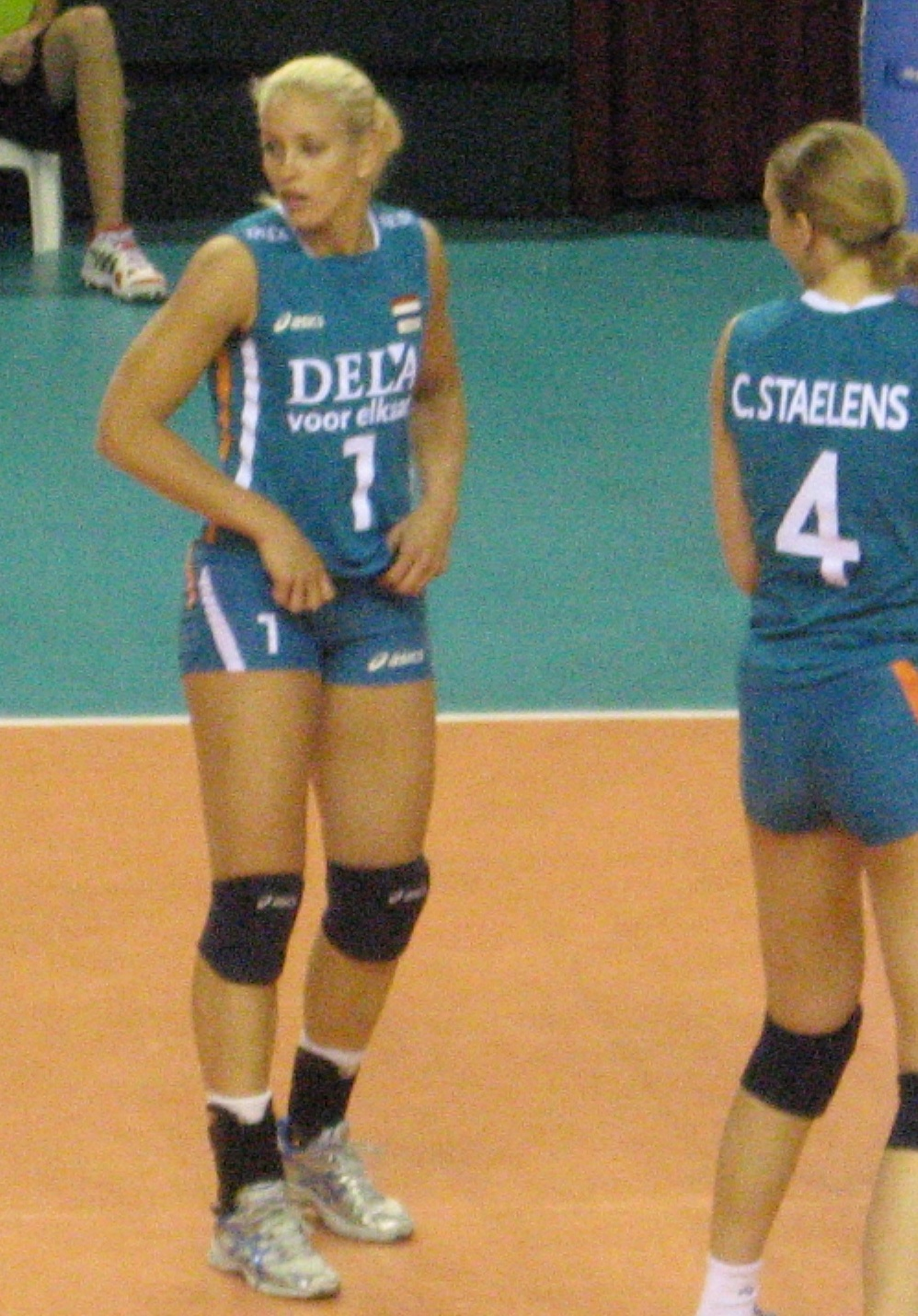
Ким Сталенс
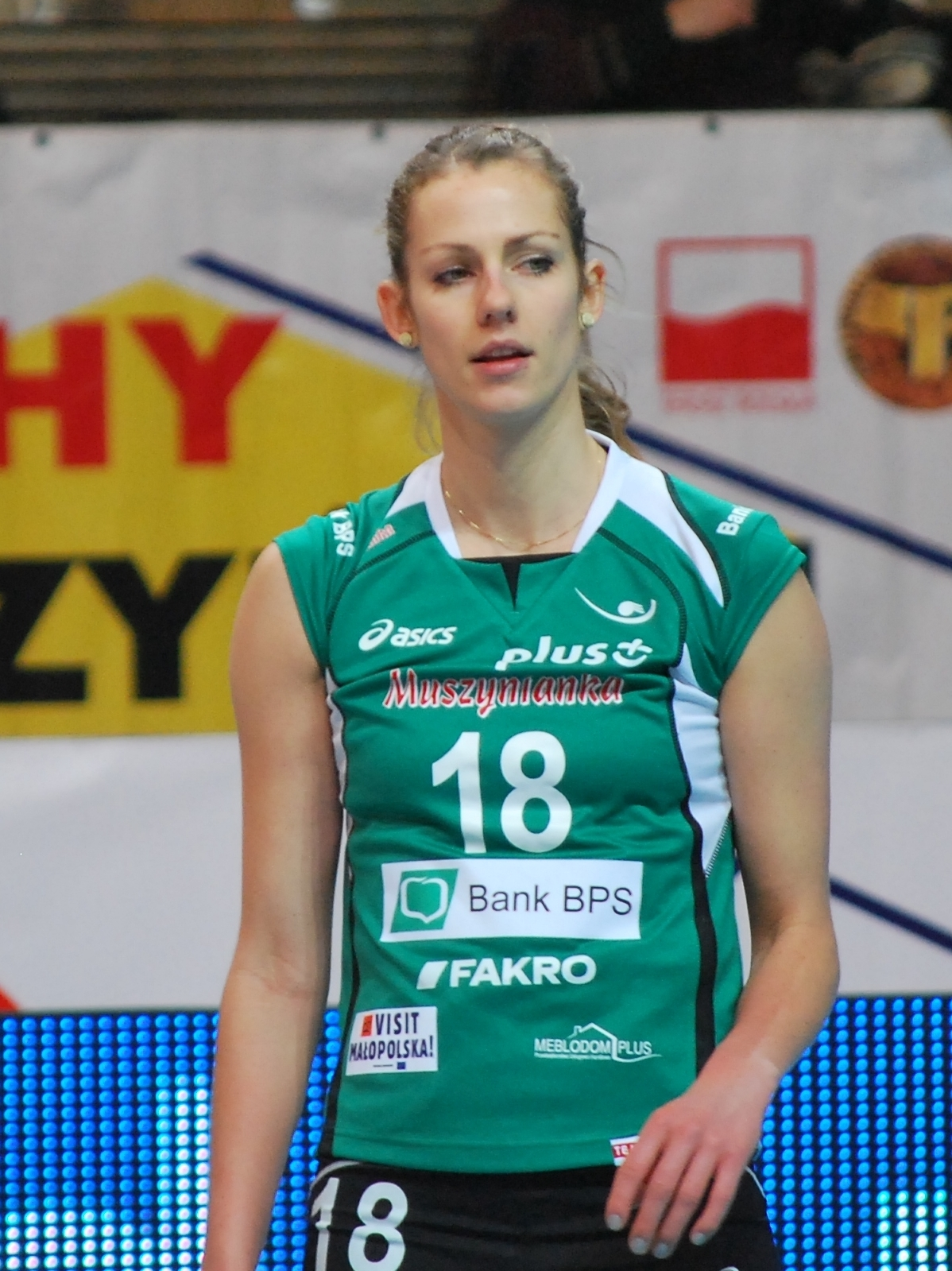
Дебби Стам
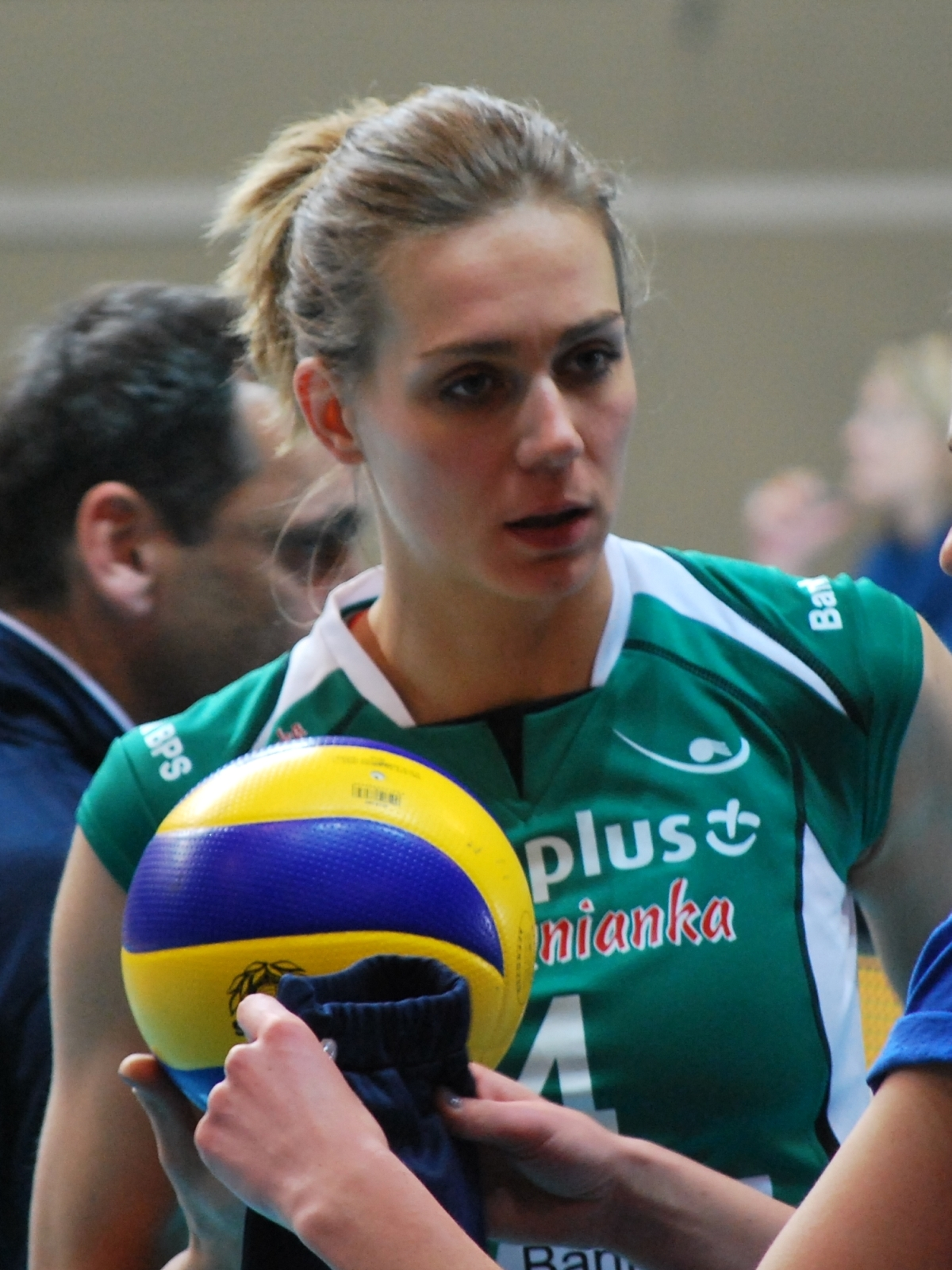
Каролин Венсинк
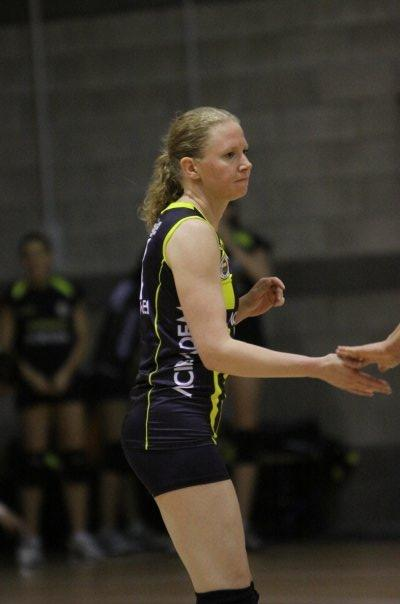
Алисе Блом
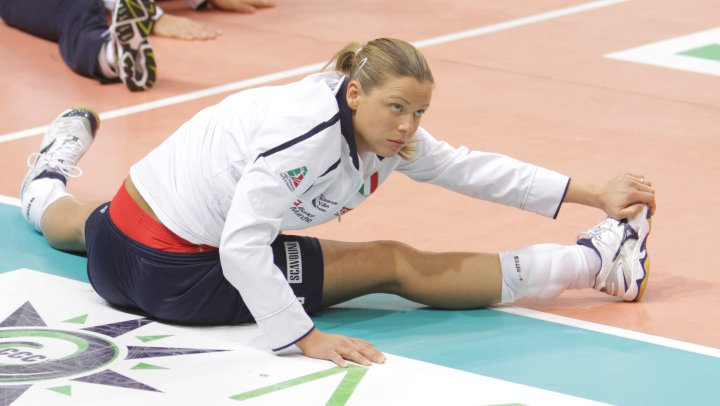
Элке Вейнховен
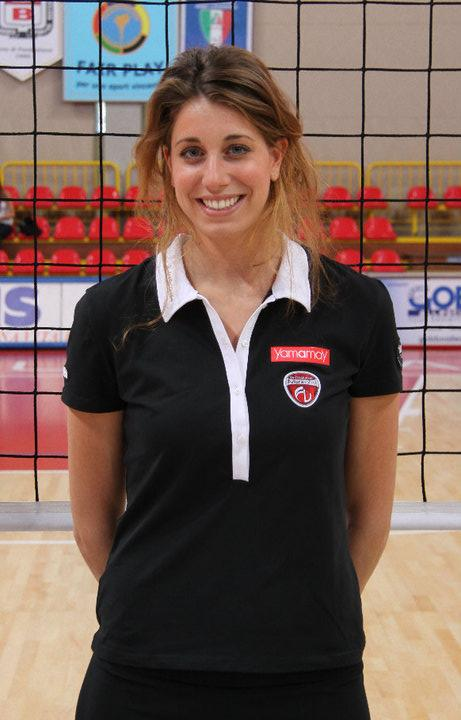
Флортье Мейнерс
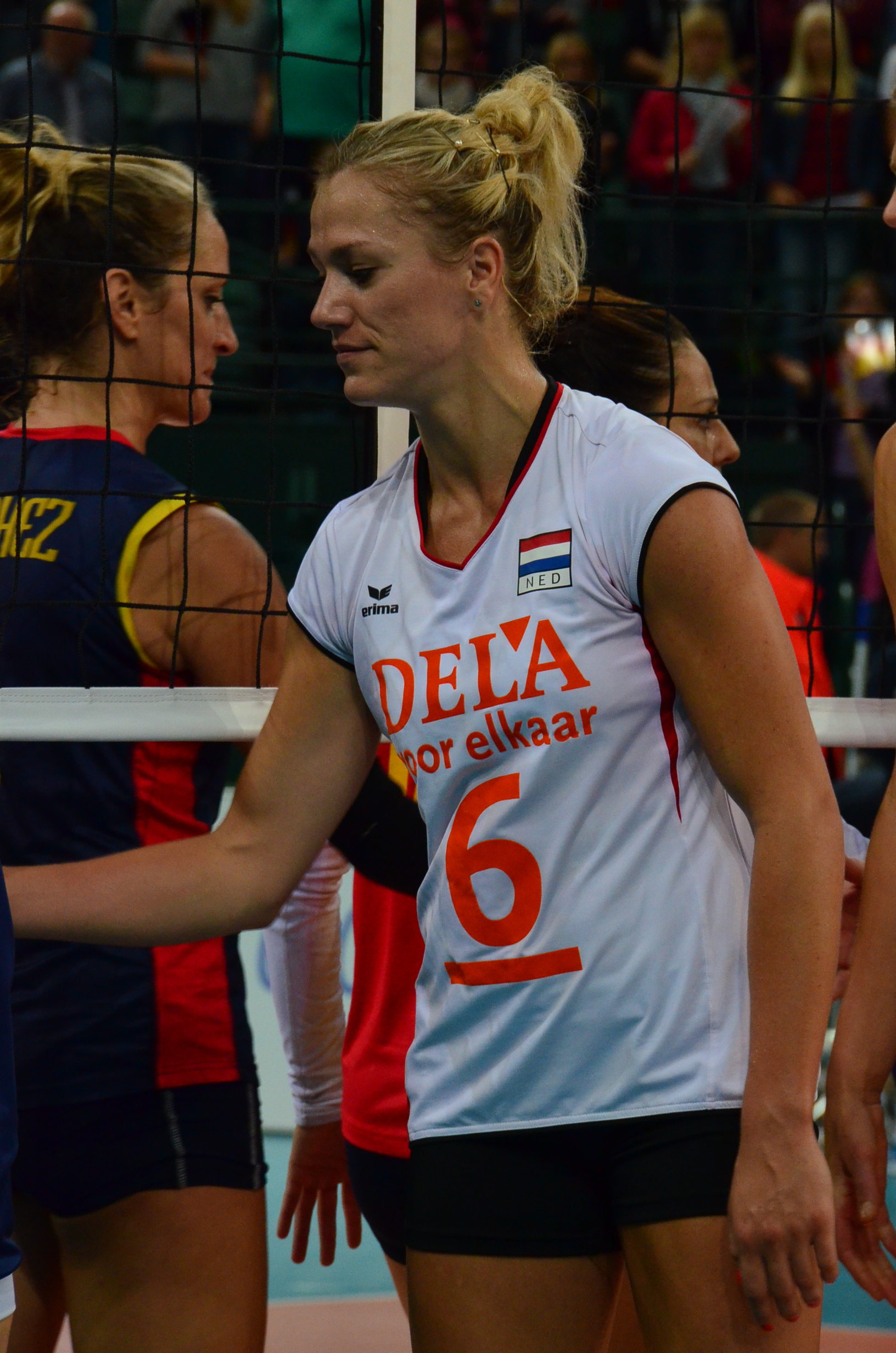
Марет Гротхёйс
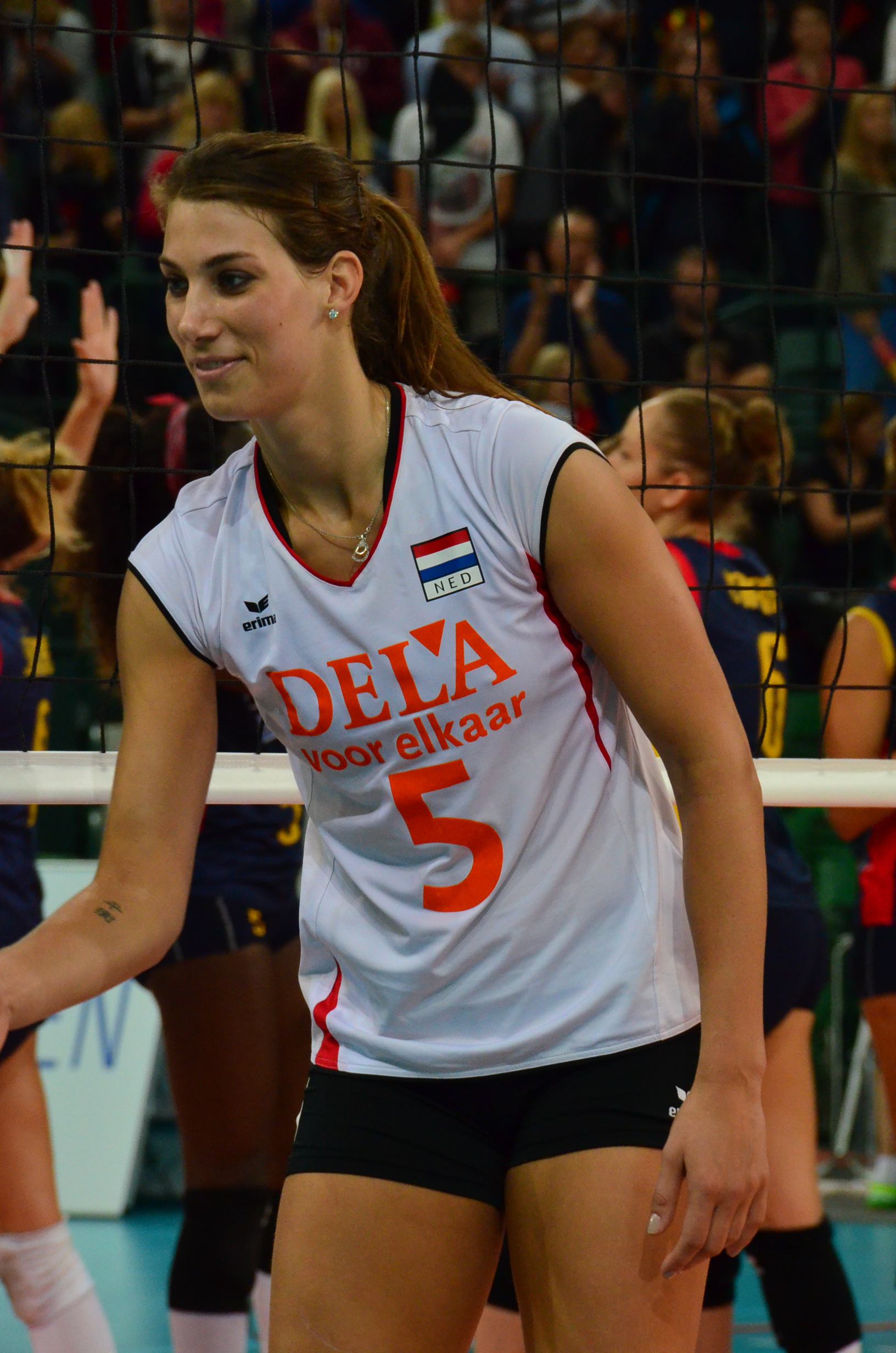
Робин де Крёйф
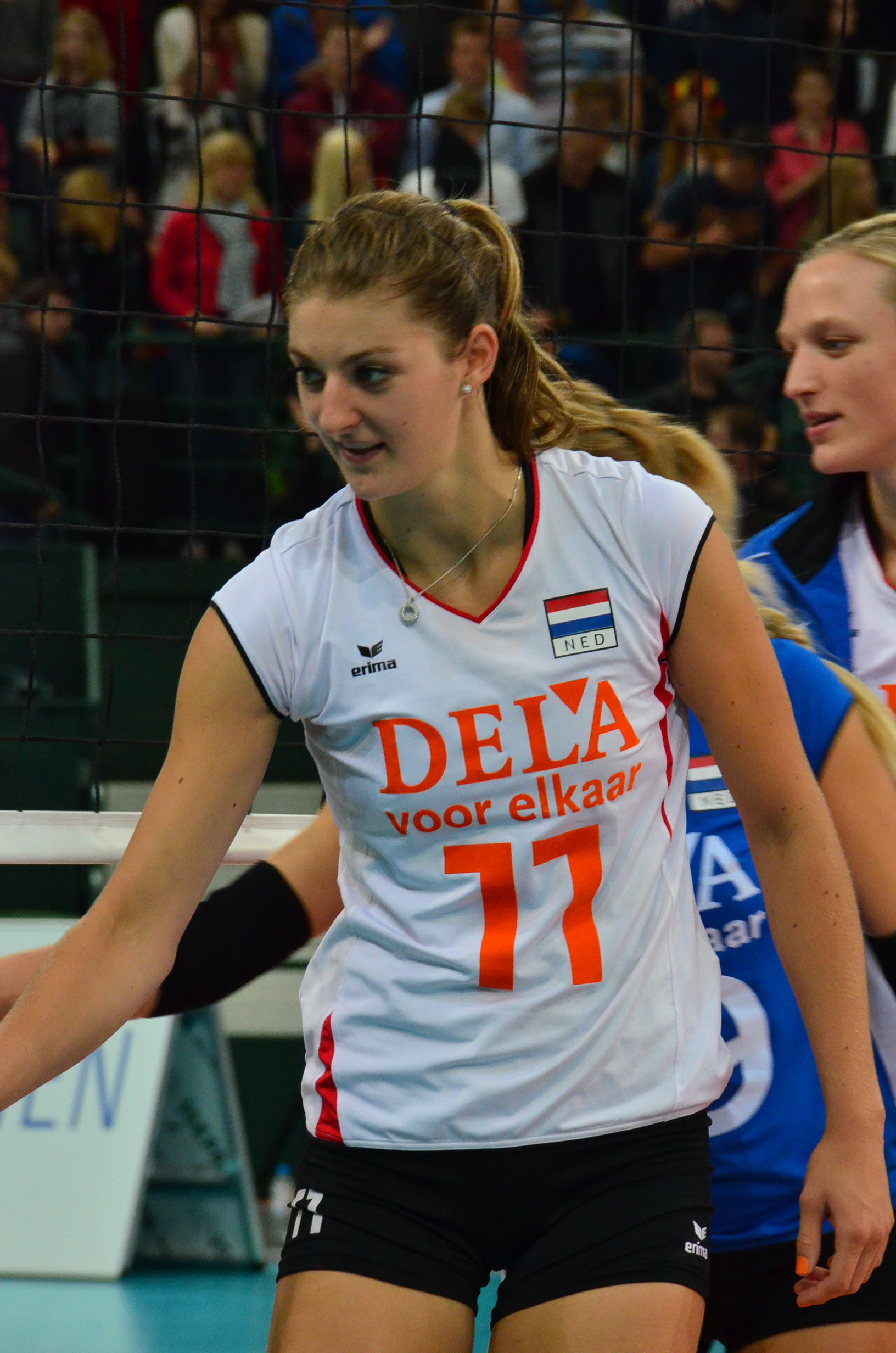
Анне Бёйс
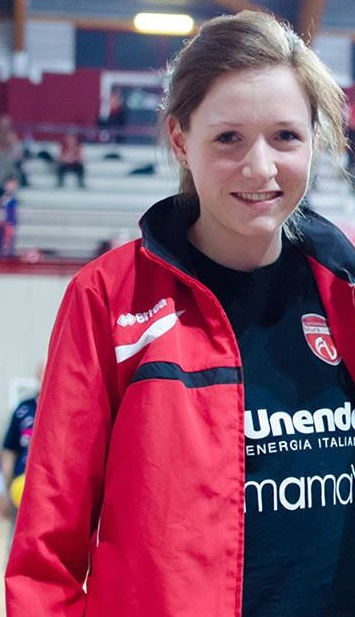
Лоннеке Слютьес
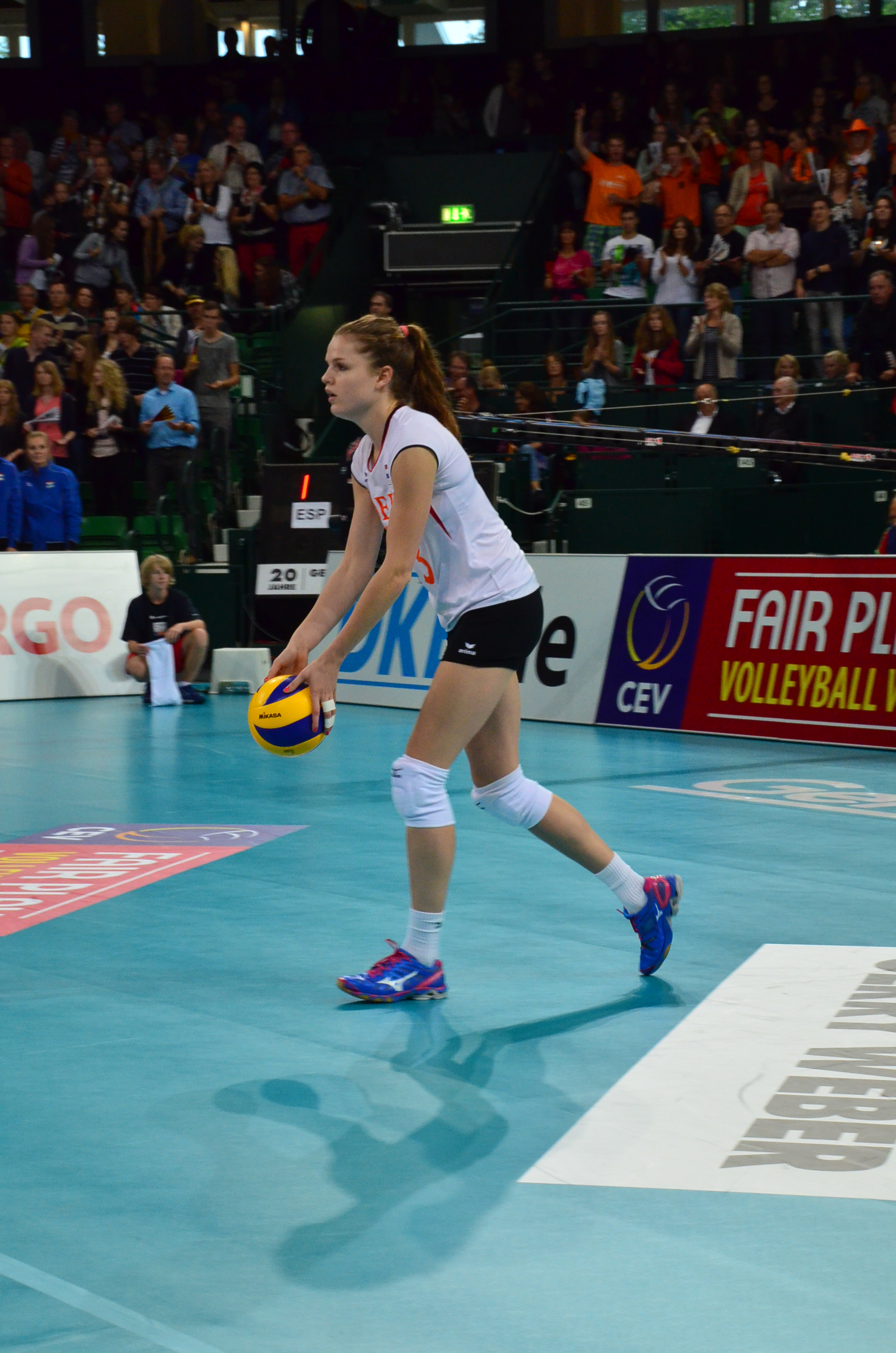
Ивон Белин
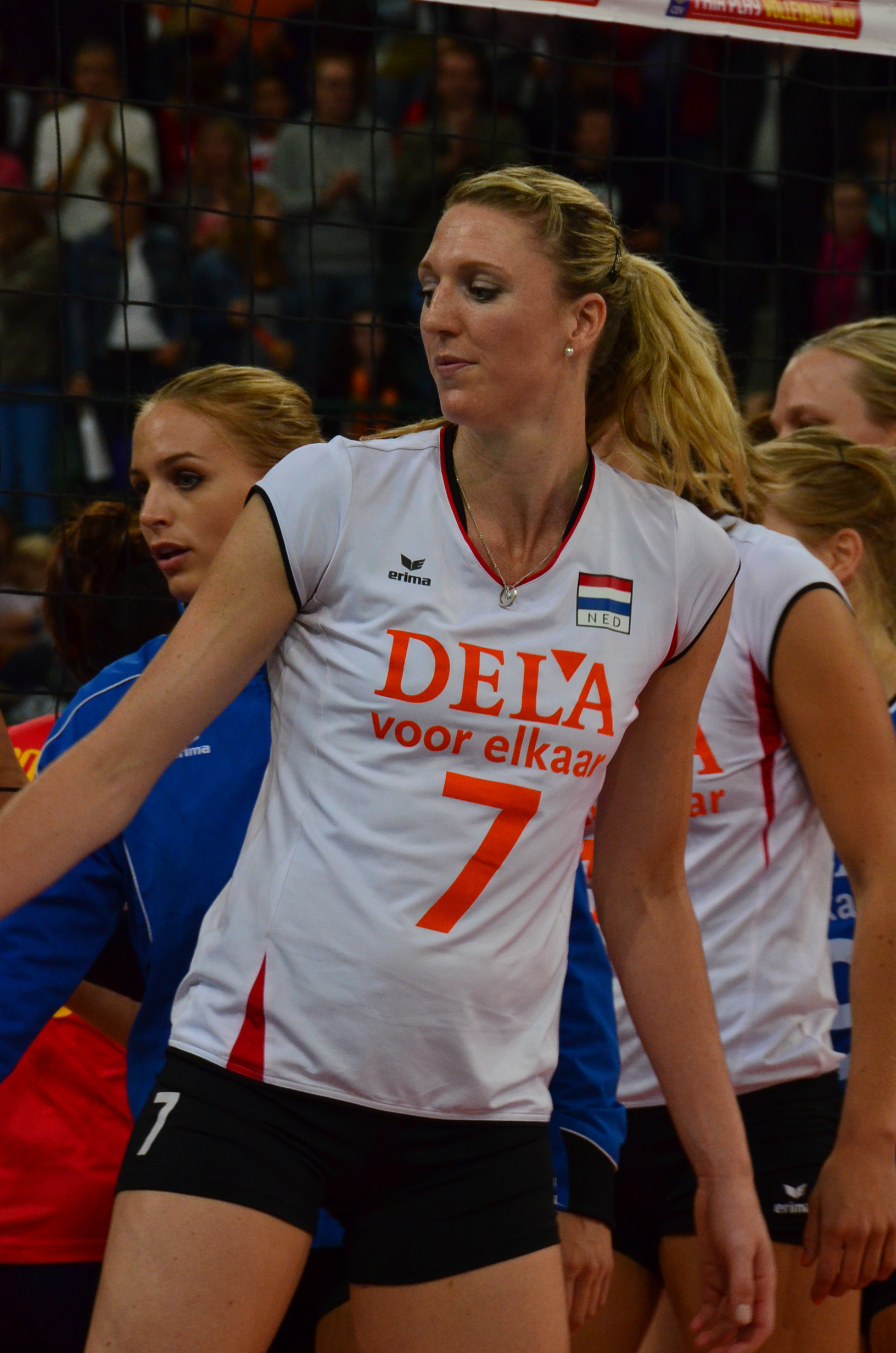
Куинта Стенберген
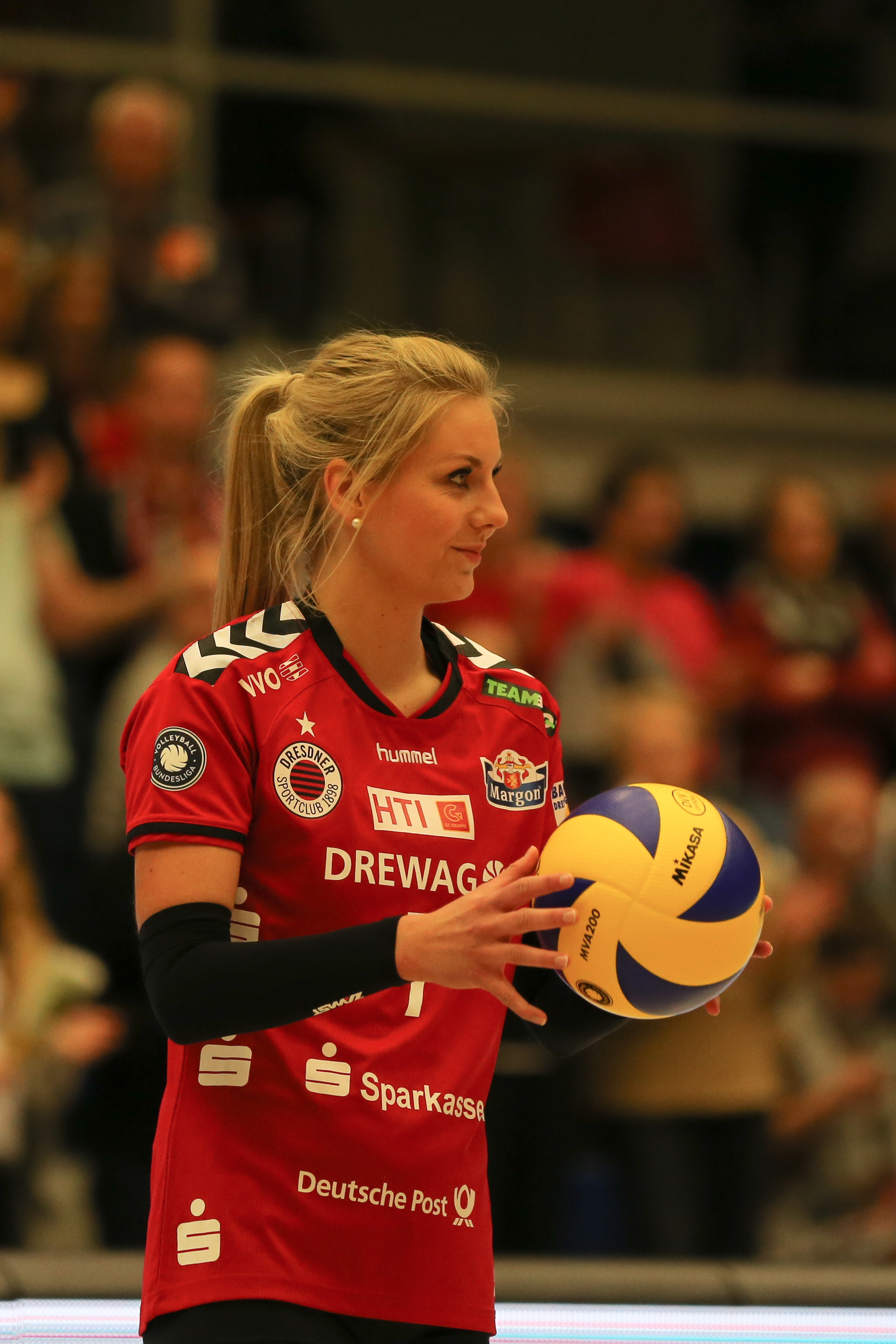
Лаура Дейкема
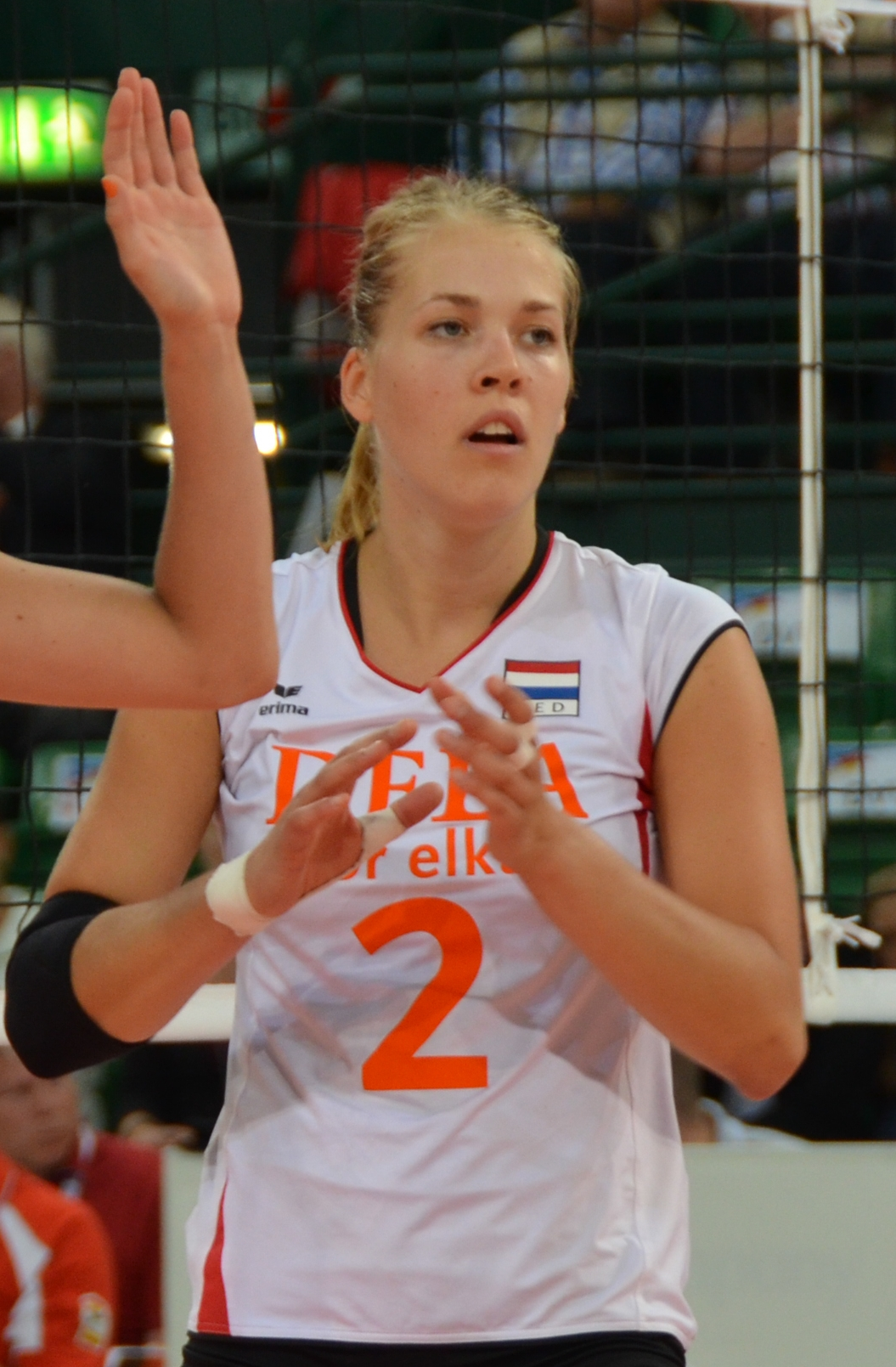
Фемке Столтенборг
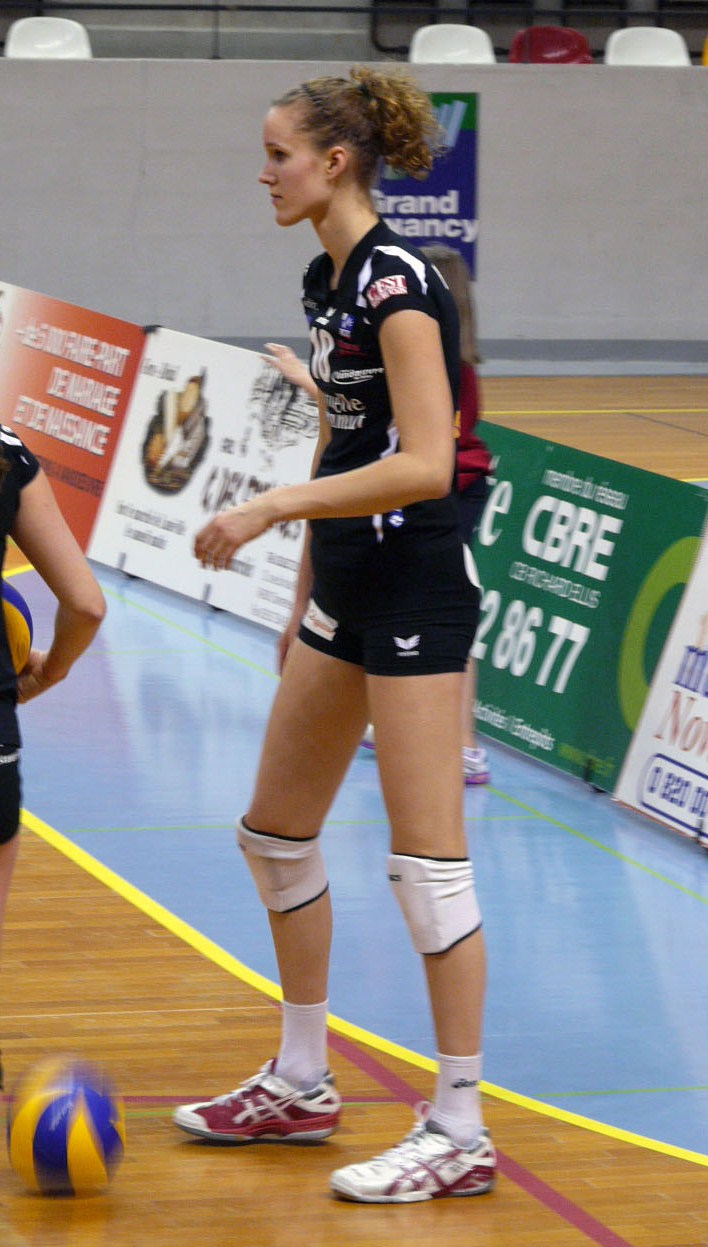
Николь Колхас
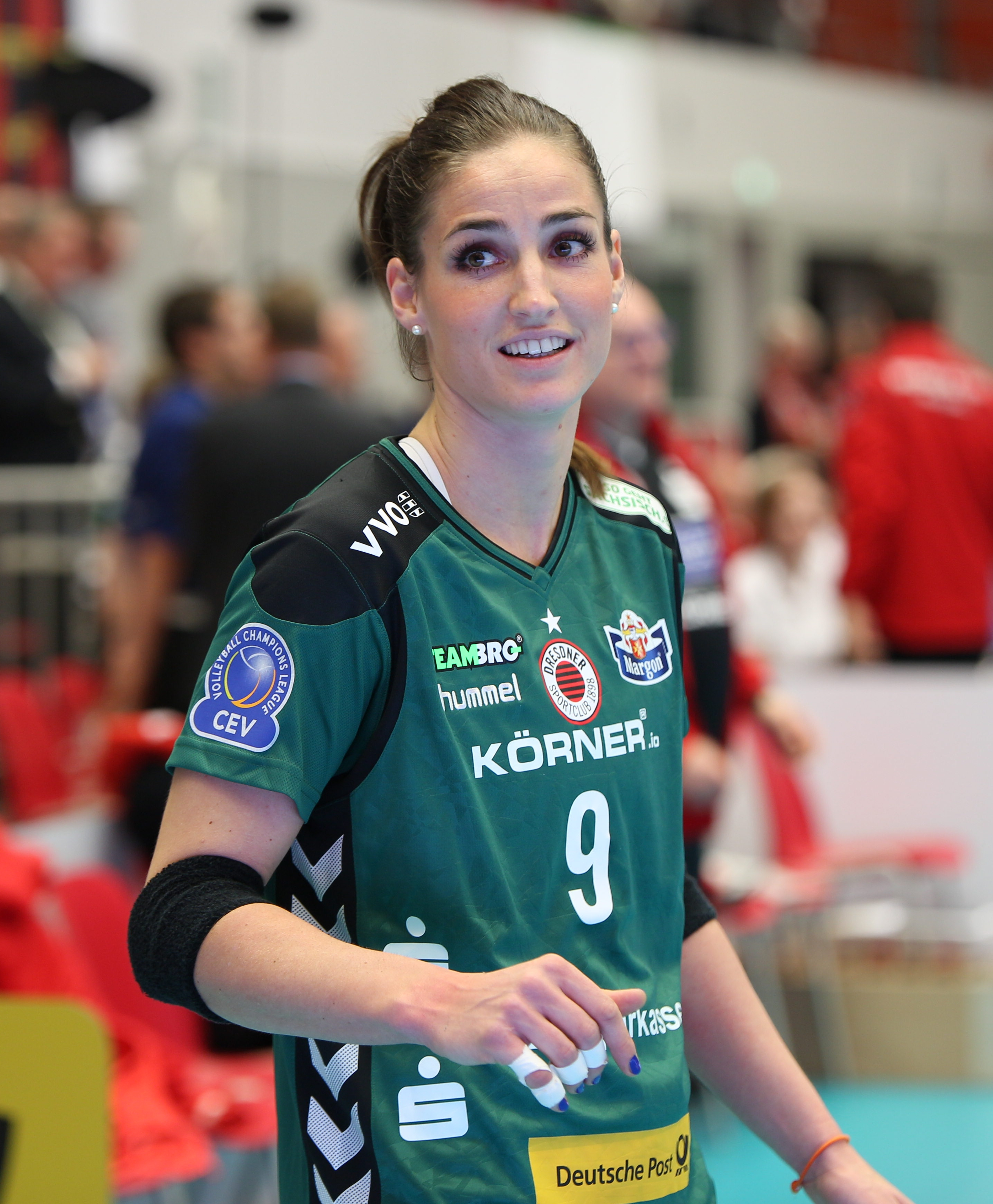
Мирте Схот
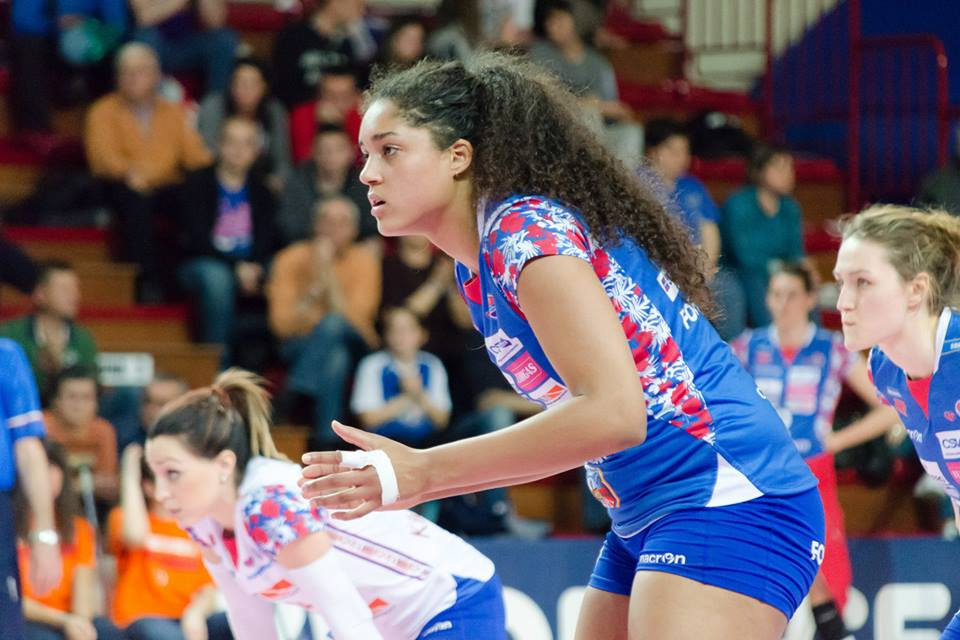
Селесте Плак
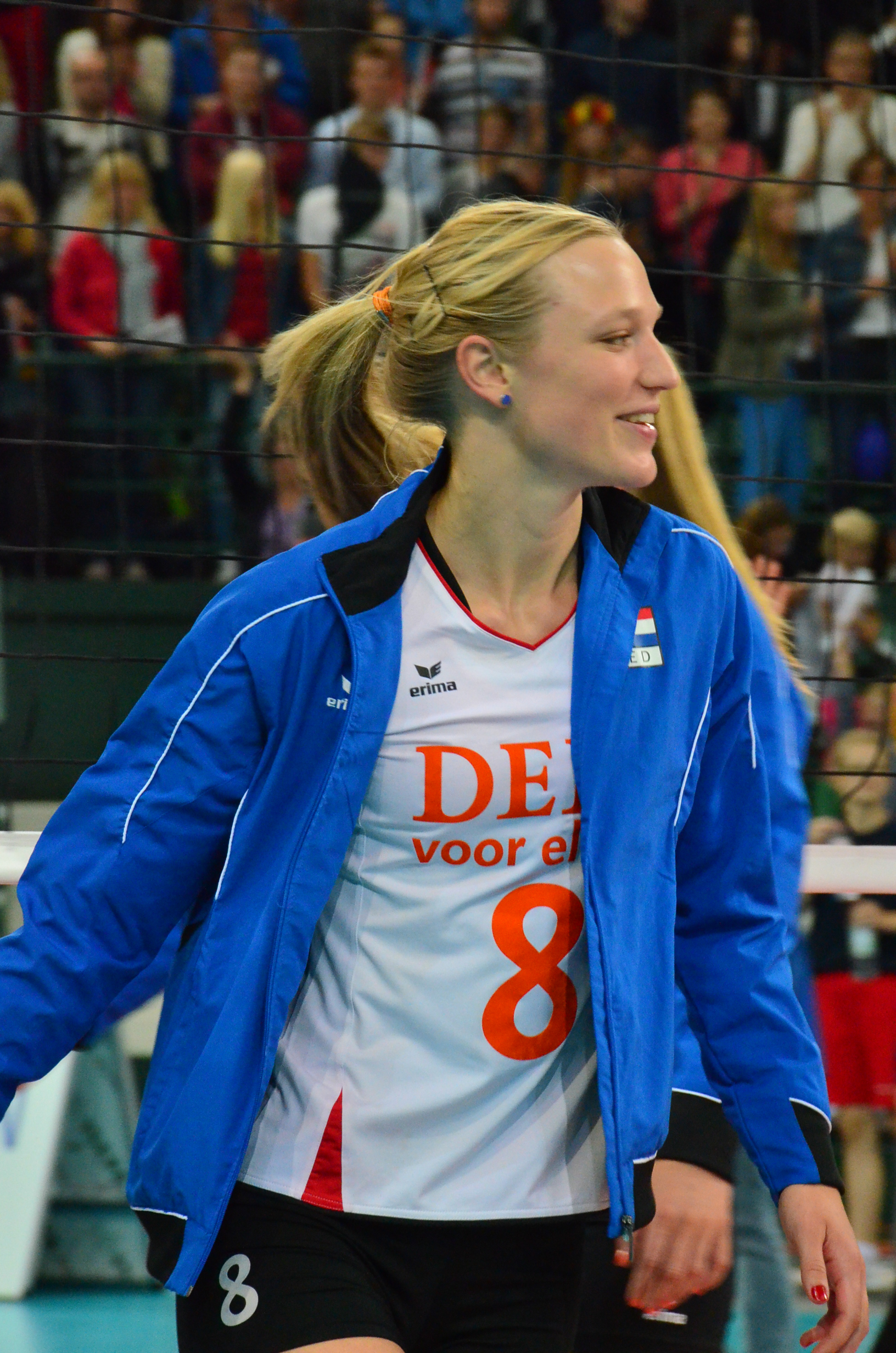
Юдит Питерсен
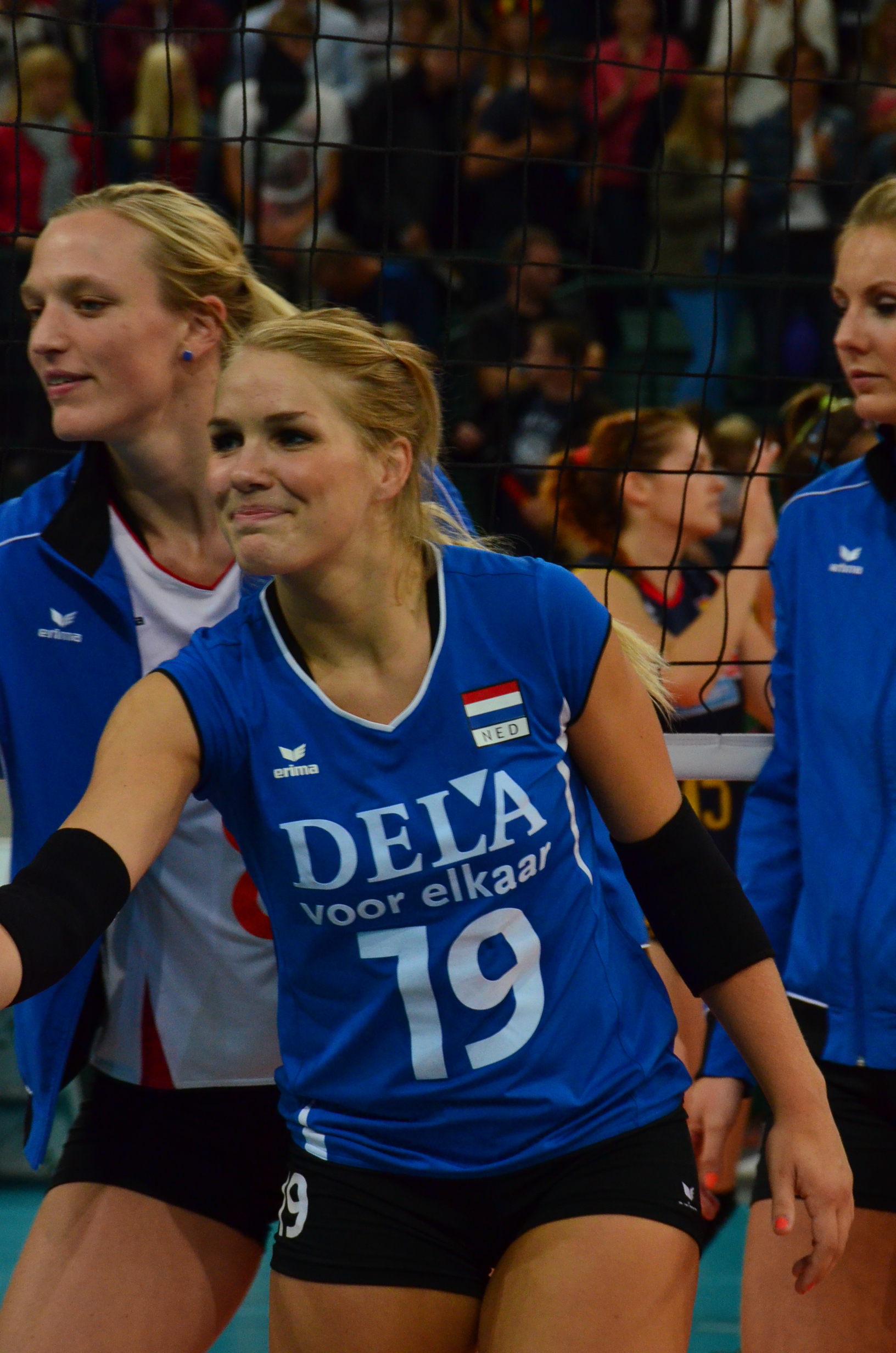
Кирстен Книп